# Lifelines (album d'Andrea Corr)
Pour les articles homonymes, voir Lifelines.
Albums de Andrea Corr
Ten Feet High
Lifelines est le deuxième album studio d'Andrea Corr, sorti le 29 mai 2011 en téléchargement de musique et le 30 mai 2011 en CD.
L'album consiste en reprises de chansons du The Velvet Underground, de Kirsty MacColl, de Harry Nilsson, de Ron Sexsmith, de Nick Drake, de The Blue Nile et d'autres. Le premier single, Tinseltown in the Rain, sort sur l'iTunes Store le 17 avril 2011. L'album est disponible dans le monde entier par le iTunes Store et sous forme de disque à Singapour, au Brésil et en Australie.
Incluant les CD standard et les téléchargements numériques, l'album est sorti dans une édition spéciale limitée avec un DVD bonus contenant des spectacles exclusifs et des interviews. Pour promouvoir l'album, Andrea Corr interprète des chansons de l'album dans les salons de Londres, Birmingham, Glasgow, Salford et au festival de l'île de Wight 2011. Elle a également fait la promotion dans des entrevues aux médias et à des spectacles à travers l'Europe.
Ses collaborateurs incluent Brian Eno et Sinéad O'Connor.

## Liste de Chansons
| No  | Titre                        | Auteur                     | Durée |
| --- | ---------------------------- | -------------------------- | ----- |
| 1.  | I'll Be Seeing You           | Irving Kahal, Sammy Fain   | 2:31  |
| 2.  | Pale Blue Eyes               | Lou Reed                   | 6:08  |
| 3.  | Blue Bayou                   | Roy Orbison, Joe Melson    | 2:40  |
| 4.  | From the Morning             | Nick Drake                 | 3:19  |
| 5.  | State of Independence        | Vangelis, Jon Anderson     | 5:37  |
| 6.  | No 9 Dream                   | John Lennon                | 4:12  |
| 7.  | Tinseltown in the Rain       | Robert Bell, Paul Buchanan | 4:42  |
| 8.  | They Don't Know              | Kirsty MacColl             | 3:09  |
| 9.  | Lifeline                     | Harry Nilsson              | 3:26  |
| 10. | Tomorrow in Her Eyes         | Ron Sexsmith               | 2:36  |
| 11. | Some Things Last a Long Time | Jad Fair, Daniel Johnston  | 3:33  |

| 12. | The Crystal Ship | Jim Morrison, Ray Manzarek, John Densmore, Robby Krieger | 3:40 |

| 12. | You've Got a Friend | Carole King | 4:20 |

† Disponible selon un code inclus dans l'ensemble de l'édition "deluxe".

## Liste des ventes
| Classement (2011)        | Position maximal |
| ------------------------ | ---------------- |
| Irish Albums Chart       | 40               |
| Irish Indie Albums Chart | 9                |
| UK Albums Chart          | 48               |

## Sortis
| Région      | Date              | Label                                                                   | Format                               | Catalogue |
| ----------- | ----------------- | ----------------------------------------------------------------------- | ------------------------------------ | --------- |
| Irlande     | 29 mai 2011       | AC Records                                                              | Téléchargement de musique, CD,CD+DVD |           |
| Royaume-Uni | 29 mai 2011       | AC Records                                                              | Téléchargement de musique, CD,CD+DVD |           |
| États-Unis  | 29 mai 2011       | AC Records                                                              | Téléchargement de musique, CD,CD+DVD |           |
| Japon       | 30 mai 2011       | AC Records (localement distribués par Pony Canyon et "Eq Music")        | CD                                   |           |
| Royaume-Uni | 30 mai 2011       | AC Records                                                              | Téléchargement de musique, CD,CD+DVD |           |
| Espagne     | 26 juin 2011      | AC Records (localement distribués par Pias Recordings Espagne)          | CD+DVD                               |           |
| Philippines | 7 septembre 2011  | AC Records (localement distribués par "Universal Records (Philippines)" | CD+DVD                               | -         |
| Corée       | 15 septembre 2011 | AC Records                                                              | CD                                   | -         |
| France      | 6 juin 2011       | XIII Bis Records                                                        | CD                                   | -         |